# Lystra
Lystra (griechisch Λύστρα) war eine antike Stadt in der kleinasiatischen Landschaft Lykaonien in der heutigen Türkei. Sie lag 30 Kilometer südwestlich von Ikonion, dem heutigen Konya, nördlich des Dorfes Hatunsaray und 15 Kilometer nördlich der kleinen Stadt Akören.
Es wird in der Hethitologie als wahrscheinlich angesehen, dass Lystra bereits in der hethitischen Zeit unter dem Namen Lušna existierte und Sitz des Königs von Tarḫuntašša war. Diese Stadt gehörte zu den Eroberungen des Großkönigs Labarna.
Lystra erhielt unter Augustus den Titel einer römischen colonia (Colonia Iulia Felix Gemina Lystra) und wurde der Provinz Galatien zugerechnet. Hier predigte der Apostel Paulus während seiner ersten Missionsreise 48 n. Chr. gemeinsam mit Barnabas das Evangelium, nachdem beide aus Ikonion geflüchtet waren (Apg 14,8 ). Auf seiner zweiten Missionsreise berief Paulus hier im Jahr 51 den Timotheos (Apg 16,1–3 ; 2 Tim 3,11 ). Etwa im Jahr 370 kam die Stadt zur Provinz Lycaonia. Zehn Jahre später sind die ersten Bischöfe nachweisbar. Am Konzil von Chalkedon im Jahr 451 nahm auch der Bischof von Lystra teil.
William Mitchell Ramsay (1851–1939) schrieb 1907 über Lystra: „Excavation at Lystra is urgently needed in the interests of history and New Testament study“, und 1941: „One hopes that some enthusiast will spend the money needed to clear up the topography of Lystra; and some fragments, at present valueless, may be completed by his discoveries.“